# Pyrrhosoma
Pyrrhosoma és un gènere d'odonats zigòpters de la família Coenagrionidae.
Les característiques principals d'aquest gènere són: coloració general vermella i negra, potes negres i cap pelut.
Als Països Catalans només hi ha una sola espècie que és Pyrrhosoma nymphula (Sulzer, 1776).

## Taxonomia
- Pyrrhosoma elisabethae (Schmidt, 1948)
- Pyrrhosoma latiloba (Yu, Yang & Bu, 2008)
- Pyrrhosoma nymphula (Sulzer, 1776) – Ferrer camanegre
- Pyrrhosoma tinctipenne (McLachlan, 1894)